# Erna Scheibert
Erna Scheibert – polska łyżwiarka figurowa startująca w konkurencji solistek w latach 30. XX wieku. Czterokrotna mistrzyni Polski (1936–1939). Reprezentowała Śląskie Towarzystwo Łyżwiarskie.

## Osiągnięcia
| Mistrzostwa Polski | 1 | 1 | 1 | 1 |